# Vika (Troms)
Vika est une localité du comté de Troms, en Norvège.

## Géographie
Administrativement, Vika fait partie de la kommune de Harstad.